# Vujadin Boškov
Vujadin Boškov (Begecs, 1931. május 16. – Újvidék, 2014. április 27.) jugoszláv válogatott szerb labdarúgó, csatár, edző.

## Pályafutása

### Klubcsapatban
1946 és 1960 között az FK Vojvodina labdarúgója volt. 1961-ben Olaszországba a Sampdoria[ csapatához szerződött, ahol egy idényt játszott az olasz első osztályban. Majd mint játékos-edző a svájci Young Fellows Juventus együttesénél tevékenykedett 1964-es visszavonulásáig.

### A válogatottban
1951 és 1958 között 57 alkalommal szerepelt a jugoszláv válogatottban. Tagja volt az 1952-es olimpián ezüstérmes csapatnak. Részt vett az 1954-es világbajnokságon is.

## Sikerei, díjai

### Játékosként
Jugoszlávia
- Olimpiai játékok
  - ezüstérmes: 1952, Helsinki
- Világbajnokság
  - negyeddöntős: 1954, Svájc

### Edzőként
FK Vojvodina (technikai igazgató)
- Jugoszláv bajnokság
  - bajnok: 1965–66

 FC Den Haag
- Holland kupa
  - győztes: 1975

 Real Madrid
- Spanyol bajnokság
  - bajnok: 1979–80
- Spanyol kupa (Copa del Rey)
  - győztes: 1980

 Ascoli
- Olasz bajnokság (másodosztály)
  - bajnok: 1985–86

 Sampdoria
- Olasz bajnokság
  - bajnok: 1990–91
- Olasz kupa (Coppa Italia)
  - győztes: 1988, 1989
- Olasz szuperkupa (Supercoppa Italia)
  - győztes: 1991
- Kupagyőztesek Európa-kupája
  - győztes: 1990